# Aeroportul Municipal Clinton
Aeroportul Municipal Clinton (IATA: CWI, ICAO: KCWI, FAA LID: CWI) este un aeroport din Iowa, Statele Unite ale Americii ce deservește zona Clinton⁠(d). A fost numit după zona deservită.
Situat la o altitudine de 216 m, aeroportul dispune de 2 piste.

## Infrastructură

### Piste
Aeroportul dispune de 2 piste. Pista 03/21 are suprafața de beton și dimensiunile 5.204 picioare × 100 picioare. Pista 14/32 are suprafața de beton și dimensiunile 4.201 picioare × 75 picioare. 